# Gran Camiño 2024
Il Gran Camiño 2024, terza edizione della corsa e valevole come prova dell'UCI Europe Tour 2024 categoria 2.1, si svolse in quattro tappe dal 22 al 25 febbraio 2024 su un percorso di 471,2 km, con partenza da La Coruña e arrivo a Tui, in Spagna.
La vittoria fu appannaggio del danese Jonas Vingegaard, il quale completò il percorso in 11h20'01", alla media di 41,575 km/h, precedendo il francese Lenny Martinez e il colombiano Egan Bernal.

## Tappe
| Tappa  | Data        | Percorso                                  | km       | Vincitore di tappa | Leader cl. generale |
| ------ | ----------- | ----------------------------------------- | -------- | ------------------ | ------------------- |
| 1ª     | 22 febbraio | La Coruña > La Coruña (cron. individuale) | 14,8     | Joshua Tarling     | Joshua Tarling      |
| 2ª     | 23 febbraio | Taboada > Chantada                        | 151,2    | Jonas Vingegaard   | Jonas Vingegaard    |
| 3ª     | 24 febbraio | Xinzo de Limia > Castillo de Ribadavia    | 173,2    | Jonas Vingegaard   | Jonas Vingegaard    |
| 4ª     | 25 febbraio | Ponteareas > Tui                          | 132      | Jonas Vingegaard   | Jonas Vingegaard    |
| Totale | Totale      | Totale                                    | 471,2 km |                    |                     |

## Squadre e corridori partecipanti
| N.    | Cod. | Squadra                |
| ----- | ---- | ---------------------- |
| 1-7   | TVL  | Visma-Lease a Bike     |
| 11-17 | MOV  | Movistar Team          |
| 21-27 | IGD  | Ineos Grenadiers       |
| 31-37 | EFE  | EF Education-EasyPost  |
| 41-47 | ARK  | Arkéa-B&B Hotels       |
| 51-57 | GFJ  | Groupama-FDJ           |
| 61-67 | CJR  | Caja Rural-Seguros RGA |
| 71-77 | EKP  | Equipo Kern Pharma     |
| 81-87 | BBH  | Burgos-BH              |

| N.      | Cod. | Squadra                               |
| ------- | ---- | ------------------------------------- |
| 91-97   | EUS  | Euskaltel-Euskadi                     |
| 101-107 | Q36  | Q36.5 Pro Cycling Team                |
| 111-117 | PTK  | Team Polti Kometa                     |
| 121-127 | IBA  | Illes Balears Arabay Cycling          |
| 131-137 | EFC  | Efapel Cycling                        |
| 141-147 | TAV  | Tavfer-Ovos Matinados-Mortágua        |
| 151-157 | ATF  | AP Hotels & Resorts-Tavira-SC Farense |
| 161-167 | TAV  | Sabgal-Anicolor                       |

## Dettagli delle tappe

### 1ª tappa
- 22 febbraio: La Coruña > La Coruña – Cronometro individuale – 14,8 km

Risultati
| Pos. | Corridore       | Squadra     | Tempo  |
| ---- | --------------- | ----------- | ------ |
| 1    | Joshua Tarling  | Ineos       | 18'21" |
| 2    | Darren Rafferty | EF          | a 42"  |
| 3    | Pablo Castrillo | Kern Pharma | a 48"  |

| Pos. | Corridore       | Squadra     | Tempo  |
| ---- | --------------- | ----------- | ------ |
| 1    | Joshua Tarling  | Ineos       | 18'21" |
| 2    | Darren Rafferty | EF          | a 42"  |
| 3    | Pablo Castrillo | Kern Pharma | a 48"  |

### 2ª tappa
- 23 febbraio: Taboada > Chantada – 151,2 km

Risultati
| Pos. | Corridore        | Squadra    | Tempo    |
| ---- | ---------------- | ---------- | -------- |
| 1    | Jonas Vingegaard | Visma      | 3h50'23" |
| 2    | Egan Bernal      | Ineos      | a 24"    |
| 3    | Jefferson Cepeda | Caja Rural | s.t.     |

| Pos. | Corridore        | Squadra    | Tempo    |
| ---- | ---------------- | ---------- | -------- |
| 1    | Jonas Vingegaard | Visma      | 3h49'59" |
| 2    | Egan Bernal      | Ineos      | a 28"    |
| 3    | Jefferson Cepeda | Caja Rural | a 30"    |

### 3ª tappa
- 24 febbraio: Xinzo de Limia > Castillo de Ribadavia – 173,2 km

Risultati
| Pos. | Corridore        | Squadra  | Tempo    |
| ---- | ---------------- | -------- | -------- |
| 1    | Jonas Vingegaard | Visma    | 4h03'14" |
| 2    | Carlos Canal     | Movistar | a 29"    |
| 3    | Quentin Pacher   | Groupama | s.t.     |

| Pos. | Corridore        | Squadra    | Tempo    |
| ---- | ---------------- | ---------- | -------- |
| 1    | Jonas Vingegaard | Visma      | 7h52'51" |
| 2    | Egan Bernal      | Ineos      | a 1'13"  |
| 3    | Jefferson Cepeda | Caja Rural | a 1'15"  |

### 4ª tappa
- 25 febbraio: Ponteareas > Tui – 132 km

Risultati
| Pos. | Corridore        | Squadra  | Tempo    |
| ---- | ---------------- | -------- | -------- |
| 1    | Jonas Vingegaard | Visma    | 3h27'20" |
| 2    | Lenny Martinez   | Groupama | a 16"    |
| 3    | Hugh Carthy      | EF       | a 45"    |

| Pos. | Corridore        | Squadra  | Tempo     |
| ---- | ---------------- | -------- | --------- |
| 1    | Jonas Vingegaard | Visma    | 11h20'01" |
| 2    | Lenny Martinez   | Groupama | a 1'55"   |
| 3    | Egan Bernal      | Ineos    | a 2'11"   |

## Evoluzione delle classifiche
| Tappa              | Vincitore          | Classifica generale Maglia gialla | Classifica a punti Maglia viola | Classifica scalatori Maglia blu | Classifica giovani Maglia bianca | Classifica a squadre |
| ------------------ | ------------------ | --------------------------------- | ------------------------------- | ------------------------------- | -------------------------------- | -------------------- |
| 1ª                 | Joshua Tarling     | Joshua Tarling                    | Joshua Tarling                  | Paul Double                     | Joshua Tarling                   | Ineos Grenadiers     |
| 2ª                 | Jonas Vingegaard   | Jonas Vingegaard                  | Jonas Vingegaard                | José Manuel Díaz                | Cian Uijtdebroeks                | Cofidis              |
| 3ª                 | Jonas Vingegaard   | Jonas Vingegaard                  | Jonas Vingegaard                | Jonas Vingegaard                | Cian Uijtdebroeks                | Visma-Lease a Bike   |
| 4ª                 | Jonas Vingegaard   | Jonas Vingegaard                  | Jonas Vingegaard                | Jonas Vingegaard                | Lenny Martinez                   | Visma-Lease a Bike   |
| Classifiche finali | Classifiche finali | Jonas Vingegaard                  | Jonas Vingegaard                | Jonas Vingegaard                | Lenny Martinez                   | Visma-Lease a Bike   |

Maglie indossate da altri ciclisti in caso di due o più maglie vinte
- Nella 2ª tappa Darren Rafferty ha indossato la maglia viola al posto di Joshua Tarling e Pablo Castrillo ha indossato quella bianca al posto di Joshua Tarling.
- Nella 3ª tappa Egan Bernal ha indossato la maglia viola al posto di Jonas Vingegaard.
- Nella 4ª tappa Quentin Pacher ha indossato la maglia viola al posto di Jonas Vingegaard e David de la Cruz ha indossato quella blu al posto di Jonas Vingegaard.

## Classifiche finali

### Classifica generale - Maglia gialla
| Pos. | Corridore          | Squadra            | Tempo      |
| ---- | ------------------ | ------------------ | ---------- |
| 1    | Jonas Vingegaard   | Visma              | 11h20'01"" |
| 2    | Lenny Martinez     | Groupama           | a 1'55"    |
| 3    | Egan Bernal        | Ineos              | a 2'11"    |
| 4    | Jefferson Cepeda   | Caja Rural         | a 2'14"    |
| 5    | Cian Uijtdebroeks  | Visma-Lease a Bike | a 2'42""   |
| 6    | Hugh Carthy        | EF                 | s.t.       |
| 7    | Quentin Pacher     | Groupama           | a 2'58"    |
| 8    | Ruben Guerreiro    | Movistar           | a 2'59"    |
| 9    | Raúl García Pierna | Arkéa              | a 3'01"    |
| 10   | Matteo Fabbro      | Polti Kometa       | s.t.       |

### Classifica a punti - Maglia viola
| Pos. | Corridore        | Squadra    | Punti |
| ---- | ---------------- | ---------- | ----- |
| 1    | Jonas Vingegaard | Visma      | 100   |
| 2    | Egan Bernal      | Ineos      | 49    |
| 3    | Quentin Pacher   | Groupama   | 44    |
| 4    | Jefferson Cepeda | Caja Rural | 43    |
| 5    | Lenny Martinez   | Groupama   | 42    |

### Classifica scalatori - Maglia blu
| Pos. | Corridore        | Squadra  | Punti |
| ---- | ---------------- | -------- | ----- |
| 1    | Jonas Vingegaard | Visma    | 19    |
| 2    | David de la Cruz | Q36.5    | 9     |
| 3    | José Manuel Díaz | Burgos   | 6     |
| 4    | Lenny Martinez   | Groupama | 6     |
| 5    | Walter Calzoni   | Q36.5    | 5     |

### Classifica giovani - Maglia bianca
| Pos. | Corridore          | Squadra    | Tempo     |
| ---- | ------------------ | ---------- | --------- |
| 1    | Lenny Martinez     | Groupama   | 11h21'56" |
| 2    | Cian Uijtdebroeks  | Visma      | a 47"     |
| 3    | Raúl García Pierna | Arkéa      | a 1'06"   |
| 4    | Carlos Canal       | Movistar   | a 2'20"   |
| 5    | Thomas Silva       | Caja Rural | a 2'28"   |

### Classifica a squadre
| Pos. | Squadra               | Tempo     |
| ---- | --------------------- | --------- |
| 1    | Visma-Lease a Bike    | 34h07'38" |
| 2    | Groupama-FDJ          | a 1'55"   |
| 3    | EF Education-EasyPost | a 3'34"   |
| 4    | Movistar Team         | a 5'44"   |
| 5    | Euskaltel-Euskadi     | a 7'12"   |